# Fuman
Fūman (farsi فومن) è il capoluogo dello shahrestān di Fuman, circoscrizione Centrale, nella provincia di Gilan. Aveva, nel 2006, una popolazione di 27.763 abitanti. 
25 km a sud-ovest di Fuman, si trova il castello di Rudkhan, una fortezza dell'epoca selgiuchide.